# آرتی (کمون)
آرتی (به فرانسوی: Arthies) یک کمون در فرانسه است که در Seine-et-Oise واقع شده‌است. آرتی ۷٫۴۰ کیلومتر مربع مساحت دارد.